# Adenosma inopinatum
Adenosma inopinatum är en grobladsväxtart som beskrevs av David Prain. Adenosma inopinatum ingår i släktet Adenosma och familjen grobladsväxter. Inga underarter finns listade i Catalogue of Life.